# I polli tornano a casa
I polli tornano a casa (Chickens Come Home) è un cortometraggio del 1931 diretto da James W. Horne con Stanlio e Ollio.

## Trama
Ollio è candidato sindaco alle elezioni. In piena campagna elettorale, riceve nel suo ufficio la visita di una sua ex-fiamma, che lo ricatta per questioni di denaro. O si ristabilisce la loro unione, oppure la donna farà pubblicare su tutti i giornali una foto imbarazzante di loro due. I due decidono di rinviare tutte le discussioni la sera stessa, alle sette, a casa di lei.

La moglie di Ollio arriva in ufficio e ricorda al marito che proprio quella sera era in programma una cena con un giudice, sostenitore della campagna elettorale di Ollio. Senza dir nulla alla moglie, Ollio manda intanto Stanlio in avanscoperta. Così, giunta la sera, Stanlio cerca di trattenere l'ex-fiamma, chiamando spesso a casa di Ollio per chiedere un aiuto disperato; dall'altra parte Ollio risponde alle chiamate cercando di non destare sospetti, ma senza riuscirci.
Alla fine Stanlio e la donna arrivano a casa di Ollio; quest'ultimo, disperato, presenta i due ai suoi ospiti come i coniugi Laurel, tentando di camuffare la situazione. Poco dopo il giudice e la famiglia se ne vanno. Alla fine soli, Ollio perde la pazienza ed estrae persino una pistola. La donna sviene; nel frattempo arriva anche la moglie di Stanlio; alla fine fuggiranno tutti e due, inseguiti dalle mogli.

## Curiosità
Fu distribuito in Italia solamente nel 1968 dalla RAI, col doppiaggio di Carlo Croccolo e Franco Latini.
Il film è conosciuto anche con altri titoli: Polli, tornate a casa a causa di un cattivo errore di traduzione, e successivamente, nelle messe in onda sulle reti Mediaset (nella versione a colori), come Donne e guai.

## Produzione
Questo cortometraggio è stato realizzato interamente presso gli Hal Roach Studios di Culver City, California.
Il soggetto è tratto dalla comica muta con Laurel & Hardy Amale e piangi (1927), dove il ruolo di Hardy è interpretato dal protagonista James Finlayson.

## Versione spagnola
Del film fu girata una versione in lingua spagnola dal titolo Politiquerías, della durata di circa 60 minuti. In questa versione, Linda Loredo interpreta la moglie di Ollio al posto di Thelma Thodd, Carmen Granada interpreta la moglie di Stanlio al posto di Norma Drew e Rina De Liguoro interpreta l'ex fiamma di Ollio al posto di Mae Busch. James Finlayson invece è presente in entrambe le versioni, sempre nel ruolo del maggiordomo.
Le differenze principali tra la versione americana e quella spagnola, sono nelle scene aggiuntive della cena in casa Hardy, dove viene invitato il mago Abraham J. Cantu che improvvisa vari numeri divertenti di illusione con Oliver Hardy e James Finlayson.